# Nelly Maes
Pour les articles homonymes, voir Maes.
Nelly Sidonie Leona Maes, née à Sinaai le 25 février 1941, est une femme politique belge néerlandophone.
Longtemps membre de la Volksunie dissoute, elle est passée en 2001 aux Vlaams Progressieven, un parti de centre gauche, qui a fusionné depuis avec Groen en 2009.

## Carrière politique
- 1971-1977 et 1985-1991 : députée fédérale belge
- 1978-1981 et 1991-1995 : sénateur belge
- 1995-1998 : députée flamande
- 1998-2004 : députée européenne
- depuis 1977 : conseillère communale à Saint-Nicolas.

Elle a été élue présidente de l'Alliance libre européenne, un parti européen, en 2004.
Elle devint en 2005 présidente de l'institut flamand pour la paix, organe du Parlement flamand.